# Для тєх кто в путі
«Для тєх кто в путі» — альбом українського рок-гурту «Тартак». Більшість пісень альбому вже виходили раніше в інших альбомах гурту.

## Зміст
1. Буча-чака
2. Купуйте українське!
3. Ну, пострибай!
4. Джамайка
5. Вогник
6. Не забувай вертатись...
7. Комп’ютерні тигри
8. Щось
9. Стільникове кохання
10. Туман яром
11. Сядай, сядай
12. Тиха-тиха
13. Помирає твоя любов
14. Вечір осінній
15. Прощавай кохання
16. Нікому то не треба